# Ama (Aichi)
Ama (jap. あま市 Ama-shi) ist eine Stadt in der japanischen Präfektur Aichi.

## Geographie
Ama liegt östlich von Aisai und westlich von Nagoya.

## Geschichte
Die Gemeinde entstand am 22. März 2010 aus dem Zusammenschluss der kreisangehörigen Städte Jimokuji (甚目寺町, -chō), Miwa (美和町, -chō) und Shippō (七宝町, -chō) aus dem Landkreis Ama.

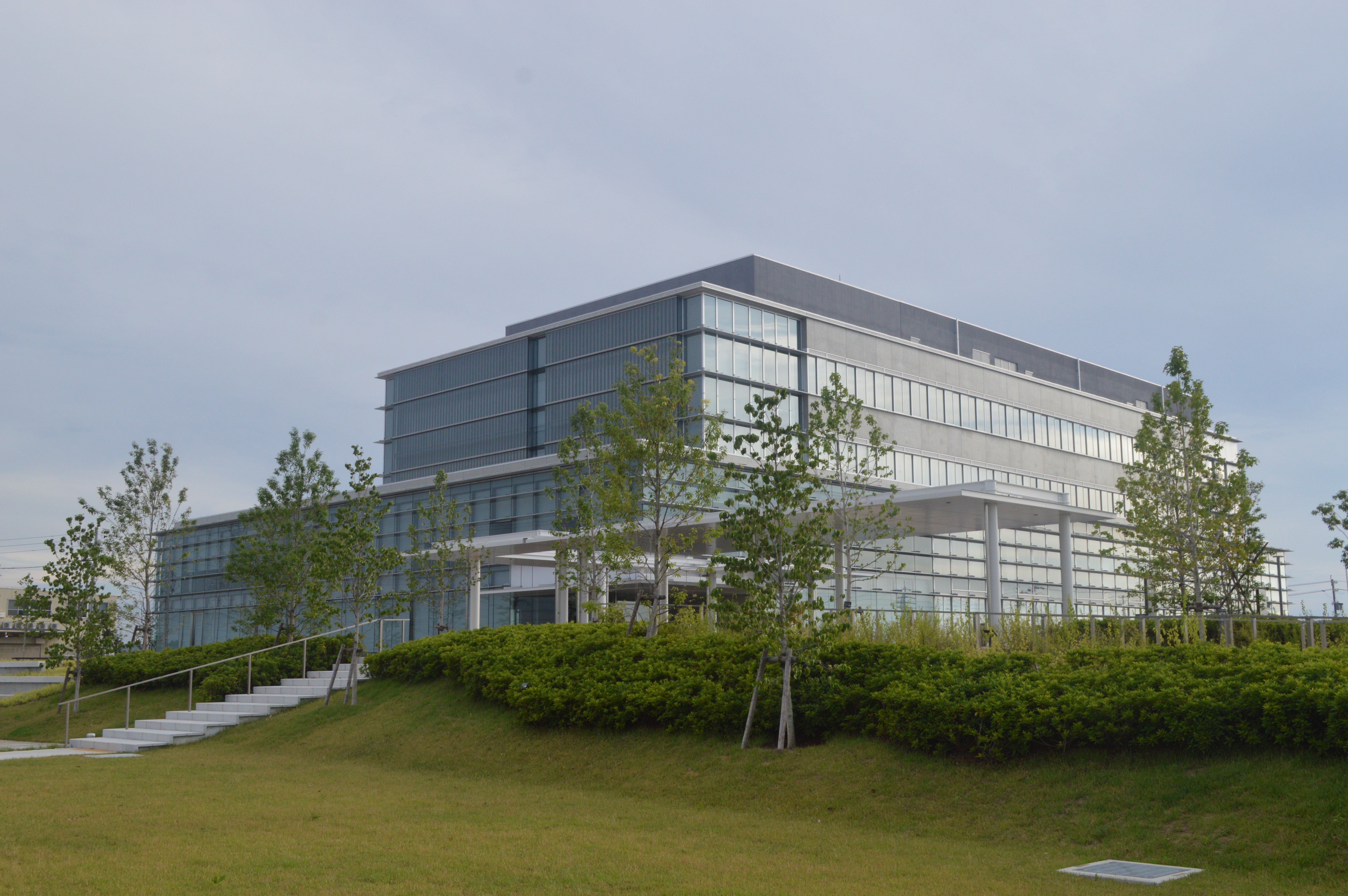
Rathaus

## Sehenswürdigkeiten
- Jimokuji-Kannon, ein 597 gegründeter Tempel
- Shippo Art Village, ein Kunstzentrum für Porzellan im Cloisonné-Stil

## Verkehr
Ama wird in Ost-West-Richtung von der Tsushima-Linie der Meitetsu erschlossen, auf dem Stadtgebiet liegen drei Bahnhöfe. Ama ist über die Mei-Nikan-Autobahn an das japanische Autobahnnetz angeschlossen.

## Söhne und Töchter der Stadt
- Fukushima Masanori (1561–1624), Daimyō
- Kōki Kanō (* 1997), Fechter

## Angrenzende Städte und Gemeinden
- Nagoya
- Kiyosu
- Inazawa
- Aisai
- Tsushima
- Kanie
- Ōharu